# Vanessa García Núñez
Vanessa García Núñez (Barcelona, 21 d'agost de 1981) és una judoka catalana.
Començà practicar el judo amb cinc anys en un gimnàs de les Franqueses del Vallès. Posteriorment, continuà la seva formació al Club Judo Louis de Barcelona, amb el qual competí esportivament. Així mateix, la temporada 1998-99 s'entrenà al Centre d’Alt Rendiment de Sant Cugat del Vallès. Entre d'altres èxits, ha aconseguit dotze Campionats de Catalunya entre 2000 i 2014 en diverses categories, i es proclamà campiona d'Espanya en la categoria de 48 kg (2011). A nivell internacional, aconseguí la medalla de bronze a la Copa del Món de 2010 i una d'argent a la Copa d'Europa de 2011. Ha sigut internacional amb la selecció espanyola, participant al Campionat del Món de 2010. Per altra banda, també ha practicat el jujutsu brasiler, proclamant-se campiona del Món (2014) i aconseguint una medalla de bronze als Campionats d'Europa (2014).

## Palmarès
- 12 Campionats de Catalunya de judo
  - 9 en categoria de 48 Kg (2000, 2001, 2004, 2005, 2006, 2007, 2008, 2012, 2014)
  - 3 en categoria de 52 Kg (2009, 2010, 2011)